# Karel Dyba
Karel Dyba (21. října 1940 Prostějov – 22. července 2024) byl český ekonom, v 90. letech politik ODS a ministr vlád České republiky, v letech 2007 až 2012 stálý představitel ČR při OECD.

## Biografie
V letech 1964 až 1971 působil jako pedagog na Vysoké škole ekonomické v Praze. V letech 1968–1970 absolvoval studium v Kanadě. Od roku 1972 byl zaměstnancem Ekonomického ústavu ČSAV a od roku 1984 Prognostického ústavu ČSAV. Roku 1973 získal titul kandidát věd. Publikoval odborné studie. V roce 1980 vydal monografii Československé vnější ekonomické vztahy.
V letech 1990–1992 byl ministrem bez portfeje v české vládě Petra Pitharta (v rámci československé federace). Od roku 1990 rovněž zastával post ředitele Ekonomického ústavu ČSAV a až do roku 1996 byl i prezidentem České ekonomické asociace. V Pithartově vládě patřil mezi nemnoho ministrů, kteří od roku 1991 zastupovali nově vzniklou Občanskou demokratickou stranu. Vládní křeslo si udržel i po roce 1992, kdy v letech 1992-1996 zasedal v první vládě Václava Klause coby ministr pro hospodářskou politiku a rozvoj (z tohoto později zrušeného resortu se pak vyvinulo ministerstvo pro místní rozvoj).
Ve volbách roku 1992 byl zvolen za ODS, respektive za koalici ODS-KDS, do české části Sněmovny národů (volební obvod Západočeský kraj). Ve Federálním shromáždění setrval do zániku Československa v prosinci 1992.
V volbách v roce 1996 neúspěšně kandidoval do senátu za senátní obvod č. 35 – Jablonec nad Nisou jako kandidát ODS. V 1. kole získal nejvíce hlasů (přes 36 %), ale v 2. kole ho porazil a senátorem se stal sociální demokrat František Vízek.
Od roku 1997 byl soukromým konzultantem v oblasti ekonomického poradenství. Zároveň v letech 1997 až 1998 byl členem dozorčích rad Komerční banky a Českých radiokomunikací. V říjnu 2007 se stal velvyslancem – stálým představitelem ČR při OECD. Téhož roku se na VŠE v Praze stal profesorem. Od roku 2009 působil na katedře hospodářské a sociální politiky Národohospodářské fakulty VŠE v Praze. Jeho bratr byl fotbalista Pavel Dyba. Karel Dyba byl ženatý, měl dvě děti.